# Drömmesjön
Drömmesjön är en sjö i Örnsköldsviks kommun i Ångermanland och ingår i Nätraåns huvudavrinningsområde. Sjön är 28 meter djup, har en yta på 3,58 kvadratkilometer och är belägen 75 meter över havet.

## Delavrinningsområde
Drömmesjön ingår i det delavrinningsområde (701873-162438) som SMHI kallar för Utloppet av Drömmesjön. Medelhöjden är 123 meter över havet och ytan är 20,48 kvadratkilometer. Räknas de 158 avrinningsområdena uppströms in blir den ackumulerade arean 905,83 kvadratkilometer. Avrinningsområdets utflöde Nätraån mynnar i havet. Avrinningsområdet består mestadels av skog (46 procent), öppen mark (13 procent) och jordbruk (11 procent). Avrinningsområdet har 4,34 kvadratkilometer vattenytor vilket ger det en sjöprocent på 21,2 procent.